# Gracilopsis
Gracilopsis é um gênero de traça pertencente à família Arctiidae.